# Monument comemorativ de război (Tiraspol, Piața Borodino)
Monument comemorativ de război este un monument amplasat pe Piața Borodino în Tiraspol, Republica Moldova. Este un monument istoric de importanță națională inclus în Registrul monumentelor Republicii Moldova ocrotite de stat cu nr. 42 (municipiul Tiraspol).